# Neoludismo
El neoludismo o nuevo ludismo es una corriente filosófica que se opone al desarrollo tecnológico y científico de la sociedad moderna. El término se aplica a las personas que tienen rechazo al avance tecnológico, y está asociado al legado de los luditas británicos, activos entre 1811 y 1817.
Se lo considera un movimiento sin líderes o de grupos no asociados, quienes se resisten a las nuevas tecnologías y exigen un retorno de algunas o todas las tecnologías a un nivel más primitivo.
El neoludismo se basa en la preocupación del impacto tecnológico negativo en los individuos, sus comunidades, y el medio ambiente. El neoludismo estipula el uso del principio de precaución para todas las nuevas tecnologías, exigiendo que esas tecnologías sean probadas y seguras antes de ser adoptadas por la sociedad, debido a los efectos desconocidos que podría traer su implementación.

## Definición de neoludismo, origen y filosofía

### Definición de neoludismo
De acuerdo al manifiesto elaborado por el Segundo Congreso Ludita en abril de 1996 en Ohio, EE. UU., el neoludismo es

"Un movimiento sin líderes de resistencia pasiva al consumismo y a las tecnologías cada vez más extrañas y amenazadoras de la Edad Informática".

Los modernos neoluditas se caracterizan por una o más de las siguientes prácticas:
- Pasivo abandono de uso de la tecnología
- Dañar a aquellos que producen tecnología
- Llevar una vida simple
- Sabotear a la tecnología[3]

Los neoluditas también temen los futuros efectos desconocidos que las nuevas tecnologías puedan desencadenar. El moderno movimiento neoludita tiene conexiones con los movimientos antiglobalización, con el anarco primitivismo, con el ecologismo radical y con la ecología profunda.

### Origen del neoludismo
El término se cree que proviene de un joven llamado Ned Ludd (que pudo ser un pseudónimo), que ante su descontento por las malas condiciones laborales rompió y quemó telares a principios del siglo XIX.
Influenciados por Ned, los obreros iniciaron un movimiento llamado Luditas, los que enviaban amenazas de muerte anónimas, invadieron fábricas y destruyeron maquinarias.
Estos actos ocurrieron en la época por descontentos sociales de la clase obrera ya que le atribuían a la tecnología los despidos de los trabajadores y las malas condiciones laborales, sin embargo el pensamiento contemporáneo Neo Ludita ha vinculado estos actos con un odio hacia la tecnología, dando paso a nuevos creyentes que se autodenominan Neo Luditas y sucesores de los Luditas.

### Filosofía del neoludismo
El Neoludismo promueve frenar o detener el desarrollo de nuevas tecnologías. Este prescribe un estilo de vida que abandona las tecnologías, debido a su creencia de que esta es la mejor perspectiva para el futuro. Como Robert y Webster dijeron "un retorno a la naturaleza y lo que es imaginado como natural para la comunidad". En lugar del capitalismo industrial, el Neoludismo prescribe comunidades agricultoras de pequeñas escalas como las de los Amish y el movimiento Chipko en Nepal e India como modelos para el futuro.
El Neoludismo niega la capacidad de cualquier nueva tecnología de poder resolver los problemas actuales, como por ejemplo la degradación del medio ambiente, Guerra nuclear y armas biológicas, sin crear más potenciales problemas. El Neoludismo generalmente se opone al Antropocentrismo, Globalización y el Capitalismo.
Los Neoluditas contemporáneos son un amplio y diversificado grupo ligeramente asociado o no asociado el cual incluyen escritores, académicos, estudiantes, familias, ecologistas, jóvenes idealistas buscando un medio ambiente libre de tecnología, entre otros. Algunos luditas se ven a ellos mismos como víctimas de la tecnología tratando de prevenir mayor victimización (como los ciudadanos contra el uso indebido de pesticidas). Otros se ven a ellos mismos como defensores del orden natural y se resisten a la degradación del medio ambiente causado por la tecnología (por ejemplo Earth First!).
Una asamblea Neoludita fue la del "Segundo congreso Neoludita" entre el 13 a 15 de abril de 1996, en un encuentro en el salón de Cuáqueros de Barnesville, Ohio. El 24 de febrero de 2001, el "Aprendizaje sobre tecnología y globalización" fue llevado a cabo en Hunter College, en Nueva York con el propósito de reunir a los críticos de la tecnología y globalización. Las dos figuras que se consideran como fundadoras del movimiento neoludita son Chellis Glendinning y Kirkpatrick Sale. Famosos neoluditas incluyen a educadores como S. D. George, ecologistas como Stephanie Mills, Theodore Roszak, Clifford Stoll, Bill McKibben, Neil Postman y Wendell Berry.

## Activismo y ataques

### Unabomber

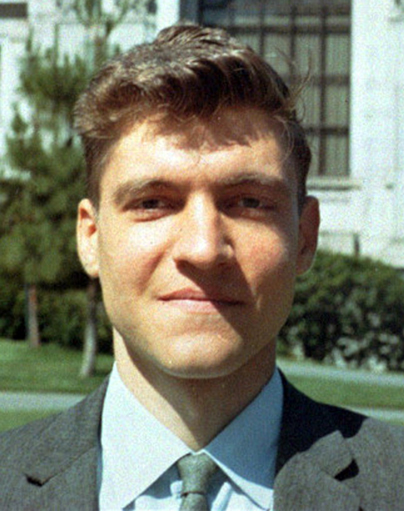
Theodore Kaczynski en 1968 a sus 25 años, cuando era miembro docente en la facultad de Berkeley

Theodore John Kaczynski, o conocido por como lo identificó el F.B.I. Unabomber (University and Airline Bomber) fue un destacado matemático graduado de Harvard, con un gran coeficiente intelectual (167), gran trayectoria académica y grandes aportes a las matemáticas. Sin embargo, todas estas cualidades las desestimó para convertirse en lo que hoy conocemos de él, como un representante extremista del neoludismo, lo que plasmó en su vida cuando se fue a vivir en las montañas sin luz, sin agua y sin dinero.
Kaczynski lucha por la “vida salvaje” mediante la total destrucción de la sociedad industrial moderna, esto lo hizo mandando cartas bomba o colocando una bomba en un avión. Por esto fue buscado y capturado por el F.B.I, sin antes publicar su manifiesto La sociedad industrial y su futuro que hoy en día, es el texto de referencia para cualquier Neoludista. Con este manifiesto dentro de lo exhaustivo que es, Kaczynski explica el criterio que usó para haber asesinado gente: "Con el fin de presentar nuestro mensaje ante la gente con alguna esperanza de dejarles una impresión duradera, tuvimos que matar gente".  Theodore Kaczynski.
Este manifiesto, conocido como “Manifiesto de Unabomber”, analiza los errores del sistema basado en la tecnología y propone una línea completa para acabar con él.
En el manifiesto se analizan dentro de otras, las siguientes problemáticas que le dan a la tecnología:
- La "Revolución Industrial y sus consecuencias han supuesto un desastre para la humanidad".
- Se obliga a la gente a comportarse de un modo que está cada vez más alejado de los patrones naturales de la conducta humana.
- La tecnología y la sociedad en torno a ella generan una pérdida de libertad de los humanos.
- Falta de autonomía a la hora de tener metas reales, esto se ve reflejado en actividades sustitutorias que son metas en las cuales las personas nunca quedan satisfechas, como el conseguir un cuerpo correcto, riqueza, autorrealización, etc. Estas metas han sido impuestas por la sociedad de mercado y no cumplen una meta vital para las personas, lo que se refleja en que muchas personas no encuentren un sentido a sus vidas o estén en una constante búsqueda de una meta consagratoria.
- Las personas viven en una sociedad industrial que crea necesidades artificiales, las cuales se satisfacen con tecnología para una mayor eficiencia o comodidad. Eso ocurre en el corto plazo pero en el largo plazo estas necesidades se convierten en necesidades sociales, las cuales la persona no puede dejar al igual que la tecnología (atados a una tecnología).
- La sociedad industrial no puede ser reformada para incrementar la libertad, esto ya que es un sistema integrado, en donde lo malo de la tecnología no puede separarse de lo bueno de ella.
- Excesiva densidad de población.
- La restricción de la libertad es inevitable en la sociedad industrial ya que el hombre está atrapado en normas y regulaciones y sus destinos dependen de acciones de personas que están lejos de ellos, por lo que no pueden influir en estas.
- Aislamiento del hombre con respecto a la naturaleza.
- No es posible hacer un equilibrio entre tecnología y libertad, ya que la primera es más poderosa y continuamente restringe la libertad de los individuos.
- Desaparición de pequeñas comunidades como aldeas o tribus.[12]

Todas estas afirmaciones y sentencias son explicadas exhaustivamente en el manifiesto, que fue publicado para evitar nuevas explosiones en 1995 por el New York Times y Washington Post.

### Otros ataques
En el año 2011 un autodenominado grupo terrorista llamado Individualistas Tendiendo a lo Salvaje (ITS) perpetró una serie de ataques con artefactos explosivos a investigadores y centros de investigación en campus mexicanos. Este grupo se definió como ecoextremistas al que acusan al progreso científico y tecnológico de ser responsable de la devastación de los ecosistemas y de una hipercivilización urbana que se aleja de la naturaleza. La metodología e ideario de este grupo se inspira parcialmente en el desarrollado por Ted Kaczinsky y reconocen ser influenciados por él y su manifiesto La sociedad industrial y su futuro. Sin embargo, ITS se enfrentó a otros grupos neoludistas o anarcoprimitivistas y el propio Kaczinsky escribió en 2012 una carta en la que critica agriamente a ITS por una propuesta de acción revolucionaria y una interpretación de la historia poco realista e ingenua. A partir de 2014 ITS anuncia un incremento de su actividad terrorista, internacionalizándose, pero la mayoría de sus acciones terroristas reivindicadas se demuestran falsas y su actividad contrastable resulta ser inexistente.

## Críticas al neoludismo
Como también al ludismo las críticas principales al neoludismo consideran que los trabajos que no son dignos por sus características (penosos, repetitivos, peligrosos, precarios, esclavos, etcétera) deben ser eliminados, mejorados o realizados por máquinas o cualquier otro mecanismo eléctrico o electrónico ya que es la forma de evitar la degradación del trabajador que lo realiza. Que sigan existiendo y que las condiciones económicas obliguen a seguir ocupándolos no indica que deben seguir existiendo.
La Teoría marxista de la alienación (en alemán: Entfremdung) considera que el trabajador, desde el punto de vista capitalista, no es una persona en sí misma sino una mercancía —denominada fuerza de trabajo— que puede representarse en su equivalente dinerario, es decir, el trabajador es una determinada cantidad de dinero utilizable, como mano de obra, para la multiplicación del mismo. La alienación se define como «el proceso por el cual las personas se vuelven ajenas al mundo en el que viven» y, por tanto, eliminar los trabajos donde el trabajador sea una mercancía —mano de obra, fuerza de trabajo— es liberar al trabajador de la alienación de su falsa conciencia.